# 中华人民共和国水利部
中华人民共和国水利部，简称水利部，是中华人民共和国国务院主管水行政的组成部门。
水利部成立于1949年10月，是中华人民共和国成立最早的政府部门之一，历经多次改革。

## 沿革
早在1931年中华苏维埃共和国临时中央政府成立后，中央土地人民委员部下设山林水利局，这是中国共产党领导建立的第一个负责水利建设事业的机构。临时中央政府先后颁布《中华苏维埃共和国土地法》、《山林保护条例》、《怎样分配水利》等法律和条例。《中华苏维埃共和国地方苏维埃组织法》规定从乡至省均设立水利机构，“管理陂圳、河堤、池塘的修筑与开发，水车的修理和添置，山林的种植、培育、保护与开垦等”。1934年1月23日在江西瑞金召开的中华工农兵苏维埃第二次全国代表大会上毛泽东首次提出著名的“水利是农业的命脉”论断。
1949年10月，成立中央人民政府水利部。1954年9月，改为中华人民共和国水利部。
1958年2月11日，水利部与电力工业部合并，成立中华人民共和国水利电力部。1979年2月23日，又决定将中华人民共和国水利部和电力工业部分开。
1982年国务院机构改革方案，再次将水利部和电力工业部合并，第二次设立中华人民共和国水利电力部。1988年4月，决定恢复中华人民共和国水利部。1988年7月22日，恢复组建的水利部正式挂牌成立。
2018年3月17日第十三届全国人民代表大会第一次会议通过《第十三届全国人民代表大会第一次会议关于国务院机构改革方案的决定》，批准《国务院机构改革方案》。方案规定：“优化水利部职责。将国务院三峡工程建设委员会及其办公室、国务院南水北调工程建设委员会及其办公室并入水利部。不再保留国务院三峡工程建设委员会及其办公室、国务院南水北调工程建设委员会及其办公室。”
2020年8月31日，根据国家发展改革委《关于全面推开行业协会商会与行政机关脱钩改革的实施意见》（发改体改〔2019〕1063号），原由水利部主管的中国水利企业协会等6家行业协会（商会）与水利部分离，依法直接登记、独立运行，剥离行政职能，不再设置业务主管单位。取消对其的直接财政拨款，通过政府购买服务等方式支持其发展。

## 职责
根据《水利部职能配置、内设机构和人员编制规定》，水利部承担下列职能：
1. 负责保障水资源的合理开发利用。拟订水利战略规划和政策，起草有关法律法规草案，制定部门规章，组织编制全国水资源战略规划、国家确定的重要江河湖泊流域综合规划、防洪规划等重大水利规划。
2. 负责生活、生产经营和生态环境用水的统筹和保障。组织实施最严格水资源管理制度，实施水资源的统一监督管理，拟订全国和跨区域水中长期供求规划、水量分配方案并监督实施。负责重要流域、区域以及重大调水工程的水资源调度。组织实施取水许可、水资源论证和防洪论证制度，指导开展水资源有偿使用工作。指导水利行业供水和乡镇供水工作。
3. 按规定制定水利工程建设有关制度并组织实施，负责提出中央水利固定资产投资规模、方向、具体安排建议并组织指导实施，按国务院规定权限审批、核准国家规划内和年度计划规模内固定资产投资项目，提出中央水利资金安排建议并负责项目实施的监督管理。
4. 指导水资源保护工作。组织编制并实施水资源保护规划。指导饮用水水源保护有关工作，指导地下水开发利用和地下水资源管理保护。组织指导地下水超采区综合治理。
5. 负责节约用水工作。拟订节约用水政策，组织编制节约用水规划并监督实施，组织制定有关标准。组织实施用水总量控制等管理制度，指导和推动节水型社会建设工作。
6. 指导水文工作。负责水文水资源监测、国家水文站网建设和管理。对江河湖库和地下水实施监测，发布水文水资源信息、情报预报和国家水资源公报。按规定组织开展水资源、水能资源调查评价和水资源承载能力监测预警工作。
7. 指导水利设施、水域及其岸线的管理、保护与综合利用。组织指导水利基础设施网络建设。指导重要江河湖泊及河口的治理、开发和保护。指导河湖水生态保护与修复、河湖生态流量水量管理以及河湖水系连通工作。
8. 指导监督水利工程建设与运行管理。组织实施具有控制性的和跨区域跨流域的重要水利工程建设与运行管理。组织提出并协调落实三峡工程运行、南水北调工程运行和后续工程建设的有关政策措施，指导监督工程安全运行，组织工程验收有关工作，督促指导地方配套工程建设。
9. 负责水土保持工作。拟订水土保持规划并监督实施，组织实施水土流失的综合防治、监测预报并定期公告。负责建设项目水土保持监督管理工作，指导国家重点水土保持建设项目的实施。
10. 指导农村水利工作。组织开展大中型灌排工程建设与改造。指导农村饮水安全工程建设管理工作，指导节水灌溉有关工作。协调牧区水利工作。指导农村水利改革创新和社会化服务体系建设。指导农村水能资源开发、小水电改造和水电农村电气化工作。
11. 指导水利工程移民管理工作。拟订水利工程移民有关政策并监督实施，组织实施水利工程移民安置验收、监督评估等制度。指导监督水库移民后期扶持政策的实施，协调监督三峡工程、南水北调工程移民后期扶持工作，协调推动对口支援等工作。
12. 负责重大涉水违法事件的查处，协调和仲裁跨省、自治区、直辖市水事纠纷，指导水政监察和水行政执法。依法负责水利行业安全生产工作，组织指导水库、水电站大坝、农村水电站的安全监管。指导水利建设市场的监督管理，组织实施水利工程建设的监督。
13. 开展水利科技和外事工作。组织开展水利行业质量监督工作，拟订水利行业的技术标准、规程规范并监督实施。办理国际河流有关涉外事务。
14. 负责落实综合防灾减灾规划相关要求，组织编制洪水干旱灾害防治规划和防护标准并指导实施。承担水情旱情监测预警工作。组织编制重要江河湖泊和重要水工程的防御洪水抗御旱灾调度及应急水量调度方案，按程序报批并组织实施。承担防御洪水应急抢险的技术支撑工作。承担台风防御期间重要水工程调度工作。
15. 完成党中央、国务院交办的其他任务。

## 机构设置
根据《水利部职能配置、内设机构和人员编制规定》，水利部设置下列机构：

### 内设机构
- 办公厅
- 规划计划司
- 政策法规司
- 财务司
- 人事司
- 水资源管理司
- 全国节约用水办公室
- 水利工程建设司
- 运行管理司
- 河湖管理司
- 水土保持司
- 农村水利水电司
- 水库移民司
- 监督司
- 水旱灾害防御司
- 水文司
- 三峡工程管理司
- 南水北调工程管理司
- 调水管理司
- 国际合作与科技司
- 机关党委
- 离退休干部局

### 派出机构
- 生态环境部长江流域生态环境监督管理局[註 1]
- 生态环境部黄河流域生态环境监督管理局[註 1]
- 生态环境部淮河流域生态环境监督管理局（副司局级）[註 1]
- 生态环境部海河流域北海海域生态环境监督管理局（副司局级）[註 1]
- 生态环境部珠江流域南海海域生态环境监督管理局（副司局级）[註 1]
- 生态环境部松辽流域生态环境监督管理局（副司局级）[註 1]
- 生态环境部太湖流域东海海域生态环境监督管理局（副司局级）[註 1]

### 直属事业单位
- 水利部长江水利委员会（副部级）
- 水利部黄河水利委员会（副部级）
- 水利部淮河水利委员会
- 水利部海河水利委员会
- 水利部珠江水利委员会
- 水利部松辽水利委员会
- 水利部太湖流域管理局
- 水利部综合事业局
- 水利部信息中心（水利部水文水资源监测预报中心）
- 水利部南水北调规划设计管理局
- 水利部机关服务局
- 水利部水利水电规划设计总院
- 中国水利水电科学研究院
- 水利部新闻宣传中心
- 中国水利报社
- 水利部发展研究中心
- 中国灌溉排水发展中心
- 水利部建设管理与质量安全中心
- 水利部预算执行中心
- 水利部水资源管理中心
- 南京水利科学研究院
- 国际小水电中心
- 水利部小浪底水利枢纽管理中心
- 水利部三门峡温泉疗养院
- 中国水利博物馆
- 水利部移民管理咨询中心

### 直属企业单位
- 中国水利水电出版传媒集团有限公司（中国水利水电出版社有限公司）

### 主管社会团体
- 中国水利学会

## 历任领导
| 中央人民政府水利部部长 - 傅作義（1949年10月19日－1954年9月） 中华人民共和国水利部部长 - 傅作義（1954年9月－1958年2月11日） 中华人民共和国水利电力部部长 - 傅作義（1958年2月11日－1972年10月） - 张文碧（1972年10月－1975年1月17日，水利电力部革命委员会主任） - 钱正英（1975年－1979年，女） 中华人民共和国水利部部长 - 钱正英（1979年2月23日－1982年3月8日，女） 中华人民共和国水利电力部部长 - 钱正英（1982年－1988年，女） 中华人民共和国水利部部长 - 杨振怀（1988年4月12日－1993年3月29日） - 钮茂生（1993年3月29日－1998年11月4日） - 汪恕诚（1998年11月4日－2007年4月27日） - 陈雷（2007年4月27日－2018年3月19日） - 鄂竟平（2018年3月19日－2021年2月28日） - 李国英（2021年2月28日－） | 中华人民共和国水利部副部长 …… - 王道席（2022年12月－，2023年3月起兼应急管理部副部长，兼任国家防汛抗旱总指挥部秘书长） - 朱程清（2022年8月－） - 陈敏（2023年9月－） - 王宝恩（2024年5月－） - 刘冬顺（2025年6月－） 中央纪委国家监委驻水利部纪检监察组组长 …… - 王新哲（2021年12月－） |